# Херк, Михаэль
Михаэль Херк (нем. Michael Herck, родился 4 августа 1988 года в Бухаресте) — бельгийско-румынский спортсмен, автогонщик. В данный момент гоняется за команду David Price Racing, которую купил его отец Андре в Апреле 2009.

## Карьера

### Формула-Рено
После картинга Херк перешёл в Формулу-Рено Монца Зимняя серия в 2003 и выступил в основной серии в следующем году. Он выиграл чемпионат 2004 года, заработал пять побед и 375 очков. Также он выступил в итальянской и бельгийской 1.6-литровых сериях в 2004 и выиграл первый чемпионат.
В 2007 он выступал в Мировой серии Рено в команде Comtec Racing, но не смог заработать очков. В 2009 он вернулся в серию за команду	Interwetten.com  и заработал там 7 очков

### Формула-3

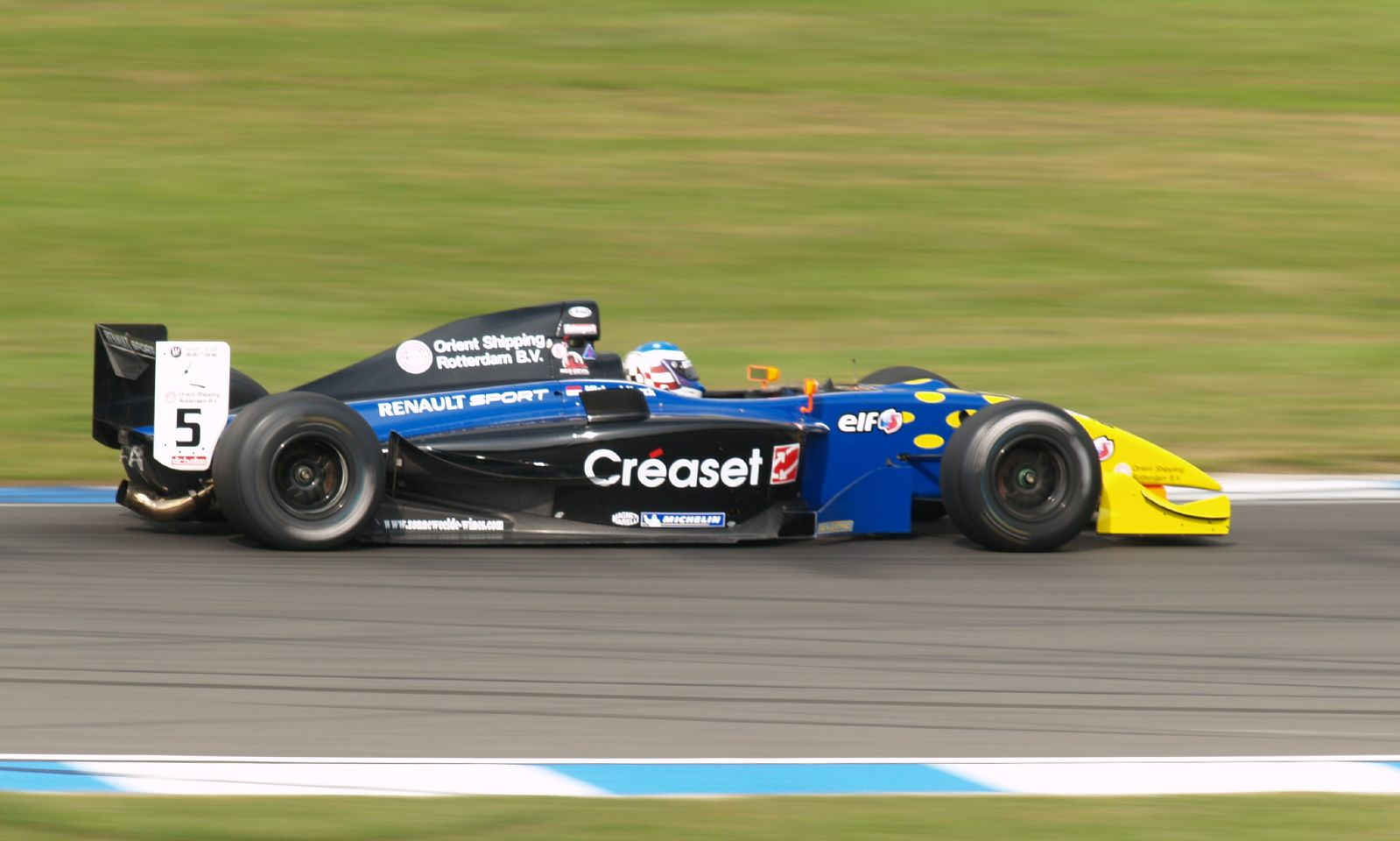
Херк управляет болидом Comtec Racing на этапе в Донингтон Парке сезона 2007 Мировой серии Рено.

Херк перешёл в Формулу-3 в 2005, выиграв австрийский чемпионат. Также в том году он появлялся в британском и немецком чемпионате. В 2006 он выступил в Евросерии Формулы-3 выступая за команду соотечественника Баса Лейндерса, набрав 12 очков и завершив сезон на 15-й позиции зачёта пилотов.

### GP2
Херк выступил в первых восьми гонках дебютного сезона GP2 Asia в 2008 в команде FMS International перед переломом запястья и пропуска последнего этапа сезона.
Он запланировал выступление в основной серии GP2 в 2008, но его заменял Джакомом Риччи в команде David Price Racing, пока его запястье не зажило. После двух этапов чемпионата, Риччи был заменён на Энди Соучека. Свой дебют в GP2 Михаэль совершил в Маньи-Куре. Он продолжил выступать за DPR в сезоне 2008-09 GP2 Asia, и в сезоне 2009 GP2.
Херк принял участие в первом этапе сезона 2009 Евросерии 3000 на автодроме Алгарве для того чтобы получить опыт перед финалом GP2.

## Результаты выступлений

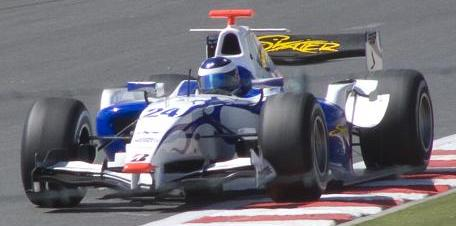
Херк управляет болидом David Price Racing на этапе в Маньи-Куре сезона 2008 GP2.

### Гоночная карьера
| Сезон     | Серия                           | Команда                         | Гонки | Поулы | Победы | Очки | Место |
| --------- | ------------------------------- | ------------------------------- | ----- | ----- | ------ | ---- | ----- |
| 2003      | Формула-Рено Монца Зимняя серия | Dynamic Engineering             | 2     | 0     | 0      | 18   | 8     |
| 2004      | Формула-Рено Монца              | Dynamic Engineering             | 16    | 3     | 5      | 375  | 1     |
| 2004      | Формула-Юниор 1600 Испания      | ?                               | 9     | 6     | 4      | 119  | 1     |
| 2004      | Формула-Рено 1600 Бельгия       | ?                               | 4     | 0     | 1      | 65   | 11    |
| 2005      | Австрийская Формула-3           | Junior Racing Team              | 7     | 6     | 3      | 75   | 1     |
| 2005      | Британская Формула-3            | Junior Racing Team              | 5     | 0     | 0      | 0    | НКЛ   |
| 2005      | Формула-Рено 2.0 Италия         | Junior Racing Team              | 0     | 0     | 0      | 0    | НКЛ   |
| 2005      | Recaro Formel 3 Cup             | Jama Investments                | 3     | 1     | 0      | 0    | НКЛ   |
| 2006      | Евросерия Формулы-3             | Bas Leinders Junior Racing Team | 19    | 0     | 0      | 12   | 15    |
| 2006      | Британская Формула-3            | Bas Leinders Junior Racing Team | 2     | 0     | 0      | 0    | НКЛ   |
| 2006      | Формула-3 Мастерс               | Bas Leinders Junior Racing Team | 1     | 0     | 0      | —    | 13    |
| 2007      | Формула-Рено 3.5                | Comtec Racing                   | 14    | 0     | 0      | 0    | НКЛ   |
| 2007      | Евросерия Формулы-3             | Bas Leinders Junior Racing Team | 2     | 0     | 0      | 0    | НКЛ   |
| 2008      | GP2 Asia                        | FMS International               | 8     | 0     | 0      | 0    | 23    |
| 2008      | GP2                             | David Price Racing              | 13    | 0     | 0      | 0    | 30    |
| 2008–09   | GP2 Asia                        | David Price Racing              | 11    | 0     | 0      | 0    | 33    |
| 2009      | GP2                             | David Price Racing              | 19    | 0     | 0      | 0    | 23    |
| 2009      | Формула-Рено 3.5                | Interwetten.com                 | 6     | 0     | 0      | 7    | 23    |
| 2009–10   | GP2 Asia                        | David Price Racing              | 8     | 0     | 0      | 7    | 13    |
| 2010      | GP2                             | DPR                             | 20    | 0     | 0      | 12   | 16    |
| 2011      | GP2 Asia                        | Scuderia Coloni                 | 4     | 0     | 0      | 9    | 8     |
| 2011      | GP2                             | Scuderia Coloni                 | 18    | 0     | 0      | 1    | 21    |
| 2011      | Формула-Рено 3.5                | Pons Racing                     | 2     | 0     | 0      | 0    | НКЛ   |
| Источник: |                                 |                                 |       |       |        |      |       |

### Результаты выступлений в серии GP2
| Легенда к таблице |                                                                    |
| --- | ------------------------------------------------------------------ |
| В таблице перечислены результаты всех гонок, в которых принимал участие гонщик. Строками таблицы являются сезоны, столбцами — этапы соревнований. В каждой клетке указаны сокращённое название этапа и результат, дополнительно обозначенный цветом. Расшифровка обозначений и цветов представлена в нижеследующей таблице. |                                                                    |
| \| Пример \| Описание \| \| ------------ \| ------------------------------------------------------------------ \| \| 1 \| Победитель \| \| 2 \| Второе место \| \| 3 \| Третье место \| \| 5 \| Финишировал, заработав очки \| \| Сход \| Не финишировал, но при этом заработал очки \| \| 12 \| Финишировал, не получив очков \| \| НКЛ \| Финишировал, но не попал в финальную классификацию \| \| 15 \| Участвовал вне зачёта, либо по отдельной классификации \| \| 18 \| Не финишировал, но попал в финальную классификацию \| \| Сход \| Не финишировал \| \| НКВ \| Не прошёл квалификацию \| \| НПКВ \| Не прошёл предквалификацию \| \| ДСК \| Дисквалифицирован \| \| ИСК \| Исключён из протокола соревнований \| \| ТТ \| Заявлен для участия только в тренировках \| \| НС \| Участвовал в квалификации, но не стартовал в гонке \| \| Т \| Травмирован или болен \| \| ОТК \| Отказ от участия \| \| НТР \| Прибыл на соревнования, но на трассу не выезжал \| \| НПР \| Был заявлен в числе участников, но не прибыл к началу соревнований \| \| О \| Соревнования отменены \| \| \| Не участвовал \| \| Поул-позиция \| \| \| Быстрый круг \| \| |                                                                    |
| Пример | Описание                                                           |
| 1 | Победитель                                                         |
| 2 | Второе место                                                       |
| 3 | Третье место                                                       |
| 5 | Финишировал, заработав очки                                        |
| Сход | Не финишировал, но при этом заработал очки                         |
| 12 | Финишировал, не получив очков                                      |
| НКЛ | Финишировал, но не попал в финальную классификацию                 |
| 15 | Участвовал вне зачёта, либо по отдельной классификации             |
| 18 | Не финишировал, но попал в финальную классификацию                 |
| Сход | Не финишировал                                                     |
| НКВ | Не прошёл квалификацию                                             |
| НПКВ | Не прошёл предквалификацию                                         |
| ДСК | Дисквалифицирован                                                  |
| ИСК | Исключён из протокола соревнований                                 |
| ТТ | Заявлен для участия только в тренировках                           |
| НС | Участвовал в квалификации, но не стартовал в гонке                 |
| Т | Травмирован или болен                                              |
| ОТК | Отказ от участия                                                   |
| НТР | Прибыл на соревнования, но на трассу не выезжал                    |
| НПР | Был заявлен в числе участников, но не прибыл к началу соревнований |
| О | Соревнования отменены                                              |
| | Не участвовал                                                      |
| Поул-позиция |                                                                    |
| Быстрый круг |                                                                    |

| Год  | Команда            | 1        | 2          | 3          | 4          | 5          | 6          | 7          | 8        | 9        | 10       | 11       | 12         | 13         | 14         | 15         | 16       | 17         | 18         | 19         | 20         | ЛЗ | Очки |
| ---- | ------------------ | -------- | ---------- | ---------- | ---------- | ---------- | ---------- | ---------- | -------- | -------- | -------- | -------- | ---------- | ---------- | ---------- | ---------- | -------- | ---------- | ---------- | ---------- | ---------- | -- | ---- |
| 2008 | David Price Racing | ИСП 1 Т  | ИСП 2 Т    | ТУЦ 1 Т    | ТУЦ 2 Т    | МОН 1 Т    | МОН 2 Т    | ФРА 1 Сход | ФРА 2 15 | ВЕЛ 1 23 | ВЕЛ 2 НС | ГЕР 1 17 | ГЕР 2 Сход | ВЕН 1 Сход | ВЕН 2 17   | ЕВР 1 12   | ЕВР 2 14 | БЕЛ 1 14   | БЕЛ 2 11   | ИТА 1 Сход | ИТА 2 17   | 30 | 0    |
| 2009 | DPR                | ИСП 1 13 | ИСП 2 Сход | МОН 1 16   | МОН 2 16   | ТУЦ 1 Сход | ТУЦ 2 Сход | ВЕЛ 1 9    | ВЕЛ 2 8  | ГЕР 1 14 | ГЕР 2 12 | ВЕН 1 15 | ВЕН 2 Сход | ЕВР 1 13   | ЕВР 2 Сход | БЕЛ 1 Сход | БЕЛ 2 9  | ИТА 1 20†  | ИТА 2 13   | АЛГ 1 ДСК  | АЛГ 2 Сход | 23 | 0    |
| 2010 | DPR                | ИСП 1 17 | ИСП 2 21   | МОН 1 16   | МОН 2 Сход | ТУР 1 6    | ТУР 2 5    | ВАЛ 1 8    | ВАЛ 2 3  | ВЕЛ 1 22 | ВЕЛ 2 14 | ГЕР 1 9  | ГЕР 2 8    | ВЕН 1 7    | ВЕН 2 Сход | БЕЛ 1 Сход | БЕЛ 2 13 | ИТА 1 Сход | ИТА 2 Сход | ОАЭ 1 16   | ОАЭ 2 10   | 16 | 12   |
| 2011 | Scuderia Coloni    | ТУР 1 14 | ТУР 2 12   | ИСП 1 Сход | ИСП 2 Сход | МОН 1 13   | МОН 2 15   | ВАЛ 1 10   | ВАЛ 2 6  | ВЕЛ 1 24 | ВЕЛ 2 18 | ГЕР 1 11 | ГЕР 2 10   | ВЕН 1 12   | ВЕН 2 Сход | БЕЛ 1 16   | БЕЛ 2 15 | ИТА 1 Сход | ИТА 2 НС   |            |            | 21 | 1    |

#### Результаты выступлений в GP2 Asia
| Легенда к таблице |                                                                    |
| --- | ------------------------------------------------------------------ |
| В таблице перечислены результаты всех гонок, в которых принимал участие гонщик. Строками таблицы являются сезоны, столбцами — этапы соревнований. В каждой клетке указаны сокращённое название этапа и результат, дополнительно обозначенный цветом. Расшифровка обозначений и цветов представлена в нижеследующей таблице. |                                                                    |
| \| Пример \| Описание \| \| ------------ \| ------------------------------------------------------------------ \| \| 1 \| Победитель \| \| 2 \| Второе место \| \| 3 \| Третье место \| \| 5 \| Финишировал, заработав очки \| \| Сход \| Не финишировал, но при этом заработал очки \| \| 12 \| Финишировал, не получив очков \| \| НКЛ \| Финишировал, но не попал в финальную классификацию \| \| 15 \| Участвовал вне зачёта, либо по отдельной классификации \| \| 18 \| Не финишировал, но попал в финальную классификацию \| \| Сход \| Не финишировал \| \| НКВ \| Не прошёл квалификацию \| \| НПКВ \| Не прошёл предквалификацию \| \| ДСК \| Дисквалифицирован \| \| ИСК \| Исключён из протокола соревнований \| \| ТТ \| Заявлен для участия только в тренировках \| \| НС \| Участвовал в квалификации, но не стартовал в гонке \| \| Т \| Травмирован или болен \| \| ОТК \| Отказ от участия \| \| НТР \| Прибыл на соревнования, но на трассу не выезжал \| \| НПР \| Был заявлен в числе участников, но не прибыл к началу соревнований \| \| О \| Соревнования отменены \| \| \| Не участвовал \| \| Поул-позиция \| \| \| Быстрый круг \| \| |                                                                    |
| Пример | Описание                                                           |
| 1 | Победитель                                                         |
| 2 | Второе место                                                       |
| 3 | Третье место                                                       |
| 5 | Финишировал, заработав очки                                        |
| Сход | Не финишировал, но при этом заработал очки                         |
| 12 | Финишировал, не получив очков                                      |
| НКЛ | Финишировал, но не попал в финальную классификацию                 |
| 15 | Участвовал вне зачёта, либо по отдельной классификации             |
| 18 | Не финишировал, но попал в финальную классификацию                 |
| Сход | Не финишировал                                                     |
| НКВ | Не прошёл квалификацию                                             |
| НПКВ | Не прошёл предквалификацию                                         |
| ДСК | Дисквалифицирован                                                  |
| ИСК | Исключён из протокола соревнований                                 |
| ТТ | Заявлен для участия только в тренировках                           |
| НС | Участвовал в квалификации, но не стартовал в гонке                 |
| Т | Травмирован или болен                                              |
| ОТК | Отказ от участия                                                   |
| НТР | Прибыл на соревнования, но на трассу не выезжал                    |
| НПР | Был заявлен в числе участников, но не прибыл к началу соревнований |
| О | Соревнования отменены                                              |
| | Не участвовал                                                      |
| Поул-позиция |                                                                    |
| Быстрый круг |                                                                    |

| Год     | Команда            | 1          | 2        | 3        | 4        | 5         | 6         | 7         | 8           | 9        | 10         | 11       | 12         | Место | Очки |
| ------- | ------------------ | ---------- | -------- | -------- | -------- | --------- | --------- | --------- | ----------- | -------- | ---------- | -------- | ---------- | ----- | ---- |
| 2008    | FMS International  | ОАЭ 1 Сход | ОАЭ 2 17 | ИНЗ 1 9  | ИНЗ 2 12 | МАЗ 1 11  | МАЗ 2 11  | БАХ 1 15  | БАХ 2 14    | ОАЭ 1 Т  | ОАЭ 2 Т    |          |            | 23    | 0    |
| 2008-09 | David Price Racing | КИТ 1 16   | КИТ 2 16 | ОАЭ 1 15 | ОАЭ 2 О  | БАХ 1 18  | БАХ 2 18  | КАТ 1 15  | КАТ 2 Сход  | МАЗ 1 13 | МАЗ 2 Сход | БАХ 1 13 | БАХ 2 Сход | 33    | 0    |
| 2009–10 | David Price Racing | ЯСМ1 1 13  | ЯСМ1 2 9 | ЯСМ2 1 7 | ЯСМ2 2   | САХ1 1 23 | САХ1 2 13 | САХ2 1 18 | САХ2 2 Сход |          |            |          |            | 13    | 7    |
| 2011    | Scuderia Coloni    | YMC 1 13   | YMC 2 5  | ИМО 1 4  | ИМО 2 5  |           |           |           |             |          |            |          |            | 8     | 9    |